# Yuquot

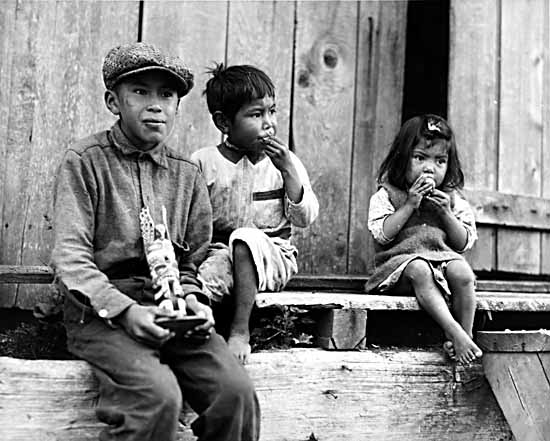
Trois enfants à Yuquot dans les années 1930.

Yuquot  (ou Friendly Cove) est une petite localité située dans la baie de Nootka en Colombie-Britannique sur la côte ouest du Canada.
Yuquot a été en 1778 le premier lieu de Colombie-Britannique visité par des Européens dirigés par l'explorateur britannique James Cook.
Le gouvernement canadien a déclaré Yuquot comme étant un lieu historique national du Canada en 1923.

## Toponyme
Yuquot est un mot de la langue Nuu-chah-nulth signifiant place venteuse.